# Moschea Taza Pir
La Moschea Taza Pir (scritto anche Tazapir, Teze Pir, Teze-Pir, Tezepir) è una moschea a Baku, in Azerbaigian. La costruzione della moschea iniziò nel 1905 sul progetto dell'architetto Ziverbey Akhmedbeyov e fu completata nel 1914. L'idea per costruire la moschea e il suo finanziamento furono forniti da una donatrice azera, Nabat Ashurbeyli. La Moschea di Taza Pir è la più grande moschea di Baku. Si trova nel centro della città ed è visibile quasi ovunque, soprattutto dal mare. Una volta sul posto di questo edificio era una moschea ad un piano.

## Storia
Nel XIV secolo, sul luogo dell'attuale Taza Pir, si trovava la casa del derviscio Abu Said al-Bakuvi, che sosteneva ed aiutava a molti dervisci-viaggiatori. Dopo la morte di Bakuvi, il suo luogo di residenza si formò a Pir - il posto di culto sacro. All'inizio del XX secolo, il vecchio Pir era in stato quasi distrutto ed aveva bisogno di una ricostruzione. Dagli anni '70 del XIX secolo, il quartiere di Taza Pir è stato intensamente popolato da musulmani locali e da famiglie a basso reddito, trasformandosi così in un'importante parte della città.
La costruzione della moschea è cominciata nel 1905 sotto il patrocinio di mecenate Nabat Khanum Ashurbeyli e secondo il progetto dell'architetto Ziver bey Akhmedbekov. Dopo la morte di mecenate, la costruzione è stata sospesa, ma ben presto è stata proseguita da parte del figlio di Nabat Ashurbeyli ed è stato completato nel 1914. Avendo funzionato solo tre anni in relazione con la Rivoluzione d'Ottobre del 1917, la moschea viene chiusa. Nel corso degli anni, la moschea ha funzionato come cinema e fienile, e solo dal 1943 ad oggi, come moschea.
Secondo l'ordine del presidente İlham Əliyev, nel 2005 è stato sviluppato e realizzato il progetto di ricostruzione della moschea. Il 6 luglio 2009, dopo il completamento dei lavori di costruzione e restauro, si è tenuta la cerimonia di apertura della moschea, alla quale ha partecipato anche il Presidente. L'ordine presidenziale suggeriva il restauro della moschea Taza Pir con l'obiettivo di restituirlo al suo aspetto autentico e di integrare elementi che non danneggiando l'architettura originale. Le opere architettoniche del progetto furono affidate ad A. Mamedov, il restauro a F. Miralayev e la decorazione interna a E. Mikayilzade. Realizzazione del progetto è stato sviluppato dall'istituto Azer-layihe.
Oltre all'edificio di culto, sul territorio della moschea si trova la sede centrale dei musulmani del Caucaso. L'Akhund della moschea è Sheikh-ul-Islam Haji Allahshukur Pasha-zade.

## Architettura
L'interno della moschea ha una superficie di 1400 m² ed è decorato con motivi della scuola di pittura azera e rari esempi di ornamenti orientali. L'architetto Ziverbey Akhmedbeyov ha progettato l'interno della moschea secondo gli esempi architettonici dell'est musulmano. Il mihrab e la cupola sono fatti di marmo e mattoni. Le strutture della cupola della finestra sono state sostituite con finestre di rete in legno. Invece di un lampadario da due tonnellate, sono stati installati complessi sistemi di illuminazione laser. Nella sala delle preghiere degli uomini ci sono 52 candelabri, in quelle di donne - 5. La sala delle donne è in legno di pistacchio, le scale metalliche sono sostituite con quelle in cemento armato ricoperte di legno. Per chi prega c'è un guardaroba. Gli elementi decorativi della moschea, le cime dei minareti e le iscrizioni sono d'oro. La cupola, su cui è scritto "La Ilaha Illalah" 6 volte, è stata fatta di pietra Gyzylgaia. L'altezza della cupola e mezzo metro. Le finestre e le porte della moschea sono fatte di legno di mogano. Sotto il pavimento della moschea è installato un sistema di riscaldamento. Sul pavimento c'è un tappeto chiamato "namazlik" per 72 persone che pregano.

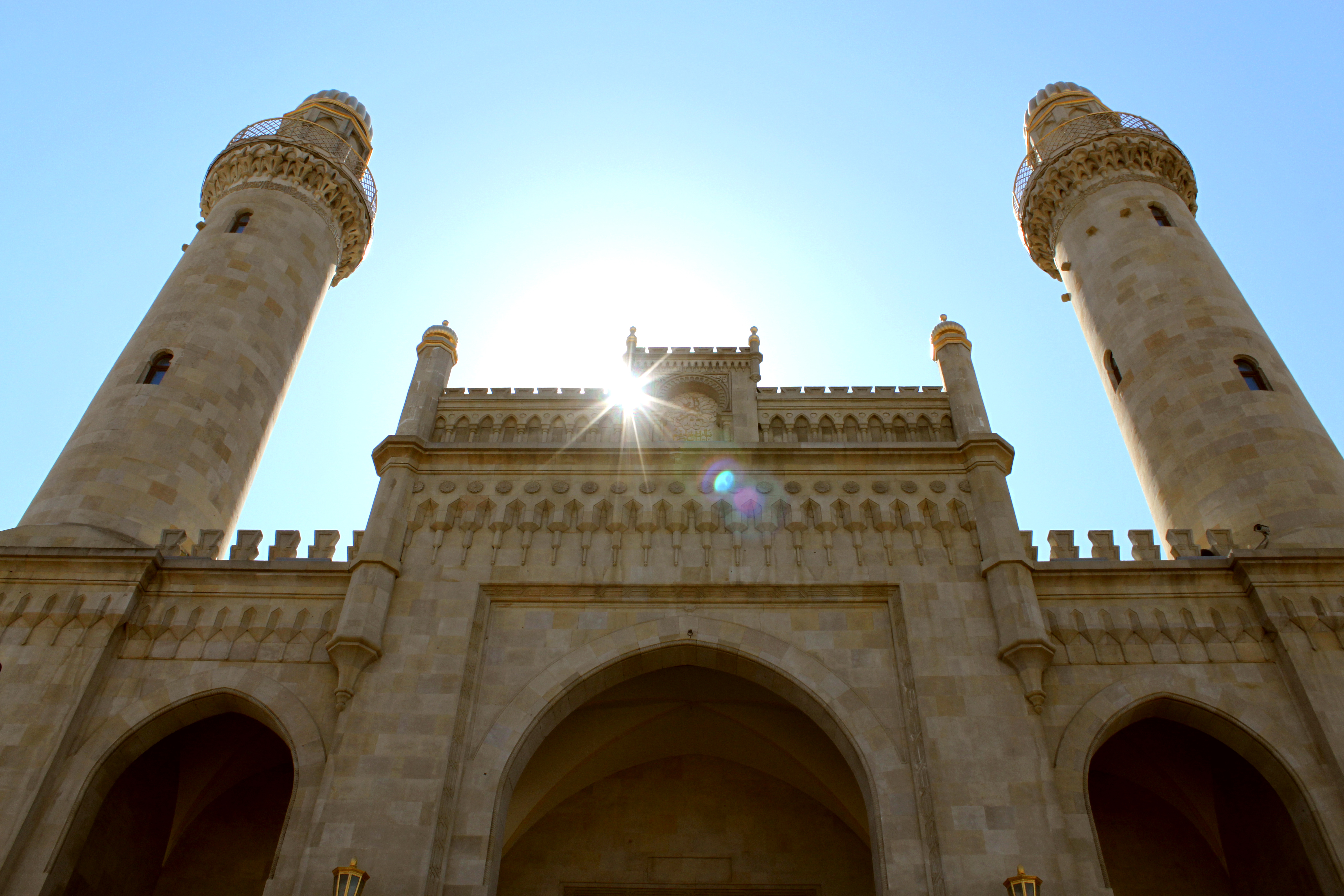
Moschea di Taza Pir

Gli edifici ad un piano sul territorio del complesso della moschea sono stati demoliti e sul sito è stato costruito un edificio di cinque piani per l'ufficio dei musulmani di Caucaso.
L'edificio amministrativo con una superficie totale di 4.100 metri quadrati è stato dotato con gli uffici e una piccola sala conferenze da 50 posti. Al primo piano di 340 metri quadrati, c'è una biblioteca di 6000 libri. L'interno della biblioteca è decorato con materiale di legno e 32 lampadari sono stati installati sul soffitto. In una parte della biblioteca c'è un mini studio per la preparazione di programmi religiosi. La biblioteca del computer ha un ricco fondo di libri. Nell'area di 900 metri quadrati è stata costruita una sala conferenze, progettata per 250 posti. Per evitare che il terreno scivolasse davanti alla moschea, è stata installata una speciale struttura in cemento armato che ha alzato lo strato del terreno di 1 metro lungo la strada.

## Quartiere della moschea
Con lo scopo di creare comodità per i credenti che frequentano la moschea, è stato costruito un parcheggio per 50 auto in prossimità dell'ingresso principale che dà sulla strada Mustafa-Subhi.
L'area di 2000 metri quadrati è stata coperta con pietra di Aglai e nella zona del quartiere è stato costruito un edificio moderno del complesso della rete elettrica. Durante la ricostruzione della strada Lev Tolstoj, sono stati riparati circa 4000 metri cubi di terreno, sono stati ripristinati 1.400 metri quadrati di edifici limitrofi e sono stati posati sul terreno circa 2.500 metri quadrati di pavimentazione. Per l'ingresso dei veicoli di grandi dimensioni nel territorio della moschea all'incrocio fra le strade di Mustafa Subhi e Bashir Safaroglu sono stati installati cancelli metallici separati.

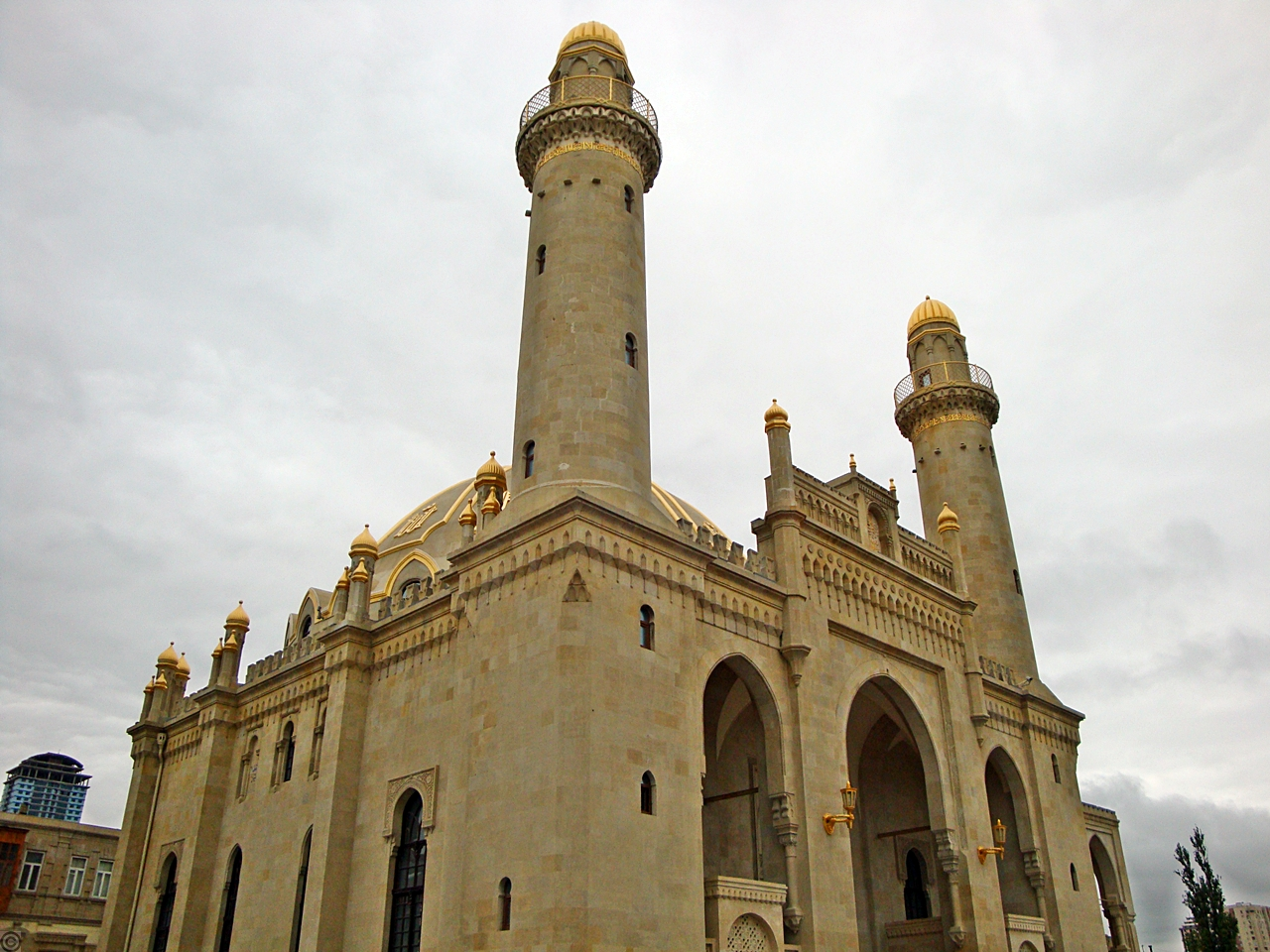
Taza Pir